# ملعب نيسان (ناشفيل)
ملعب إل بي فيلد: هو ملعب كرة القدم الأمريكية يقع في مدينة ناشفيل الأمريكية . يسع الملعب لجلوس 69,143 متفرج . يعتبر الملعب الرسمي الذي يخوض فيه نادي تينيسي تايتانز مبارياته في دوري كرة القدم الأمريكية و يستعمل أيظاً لاستضافة مباريات كرة القدم لالمنتخب الأمريكي لكرة لقدم للرجال والمنتخب الأمريكي لكرة القدم للسيدات عندما يستضيفان المنتخبات الأخرى. تم افتتاح الملعب في 27 أغسطس 1999.

## صور من الملعب

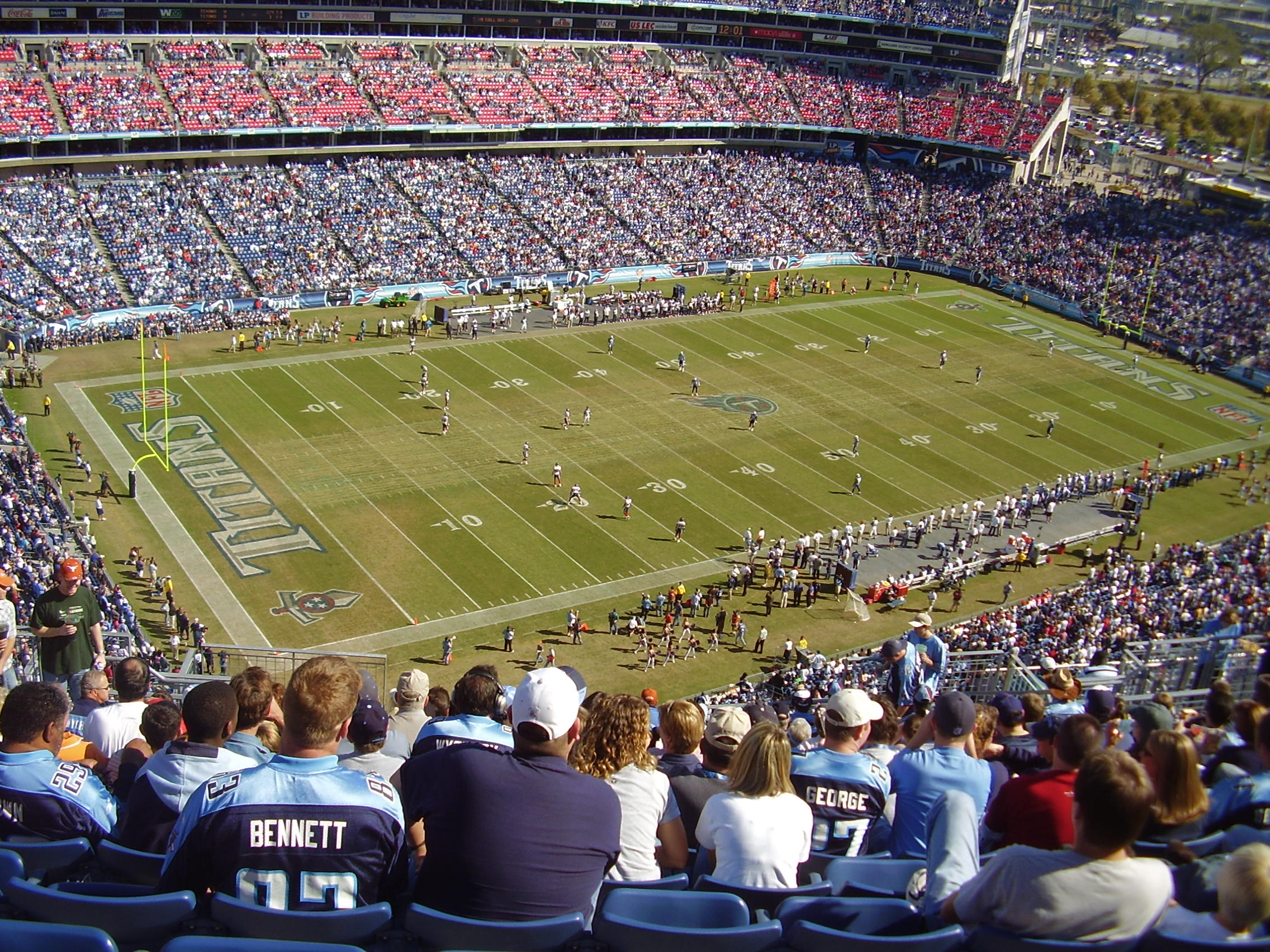
الملعب ممتلئ بجماهير فريق تينيسي تليتنز لمشاهدة مباراة لرياضة كرة القدم الأمريكية ضمن دوري كرة القدم الأمريكية.
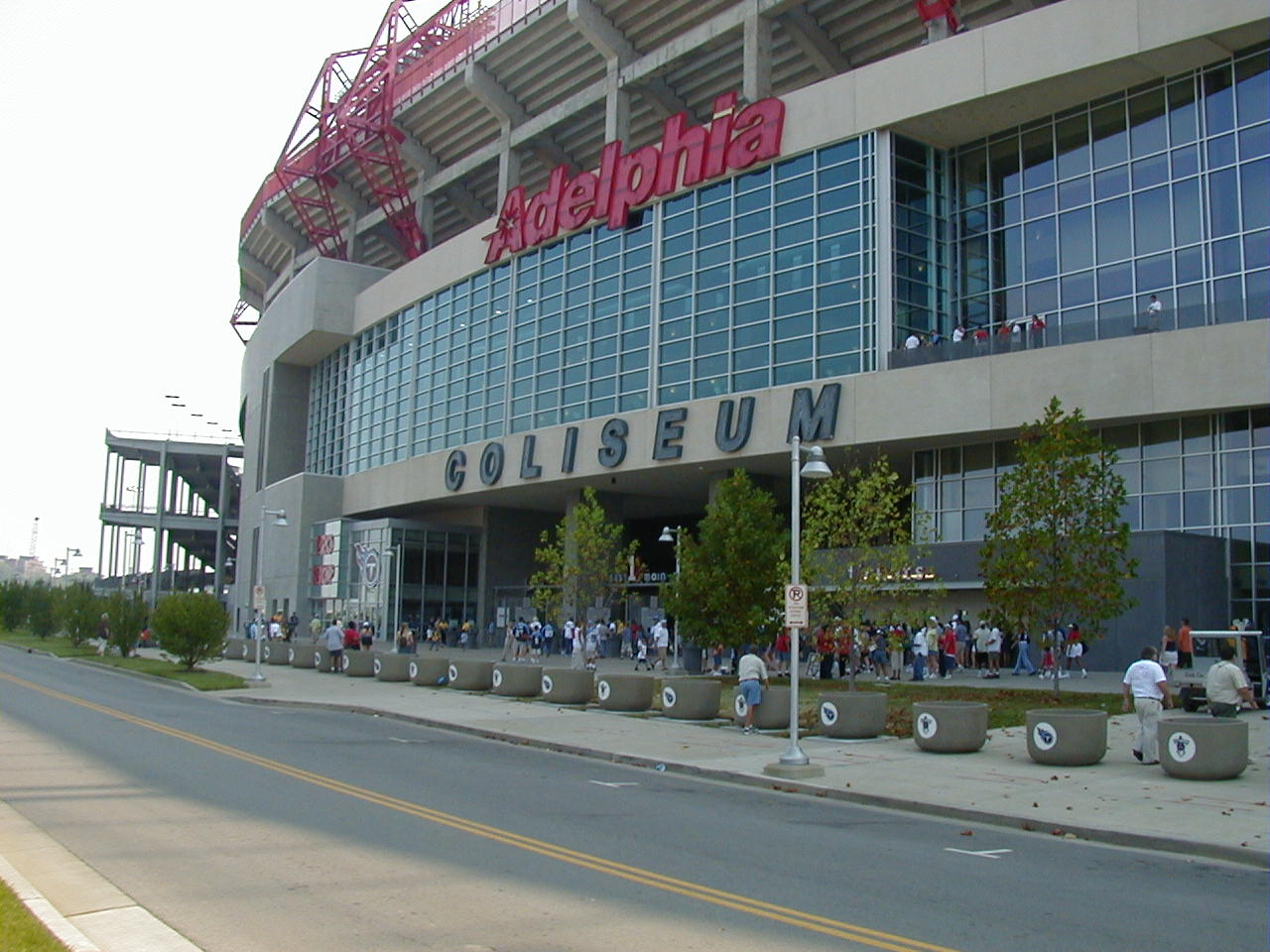
مدخل الملعب.
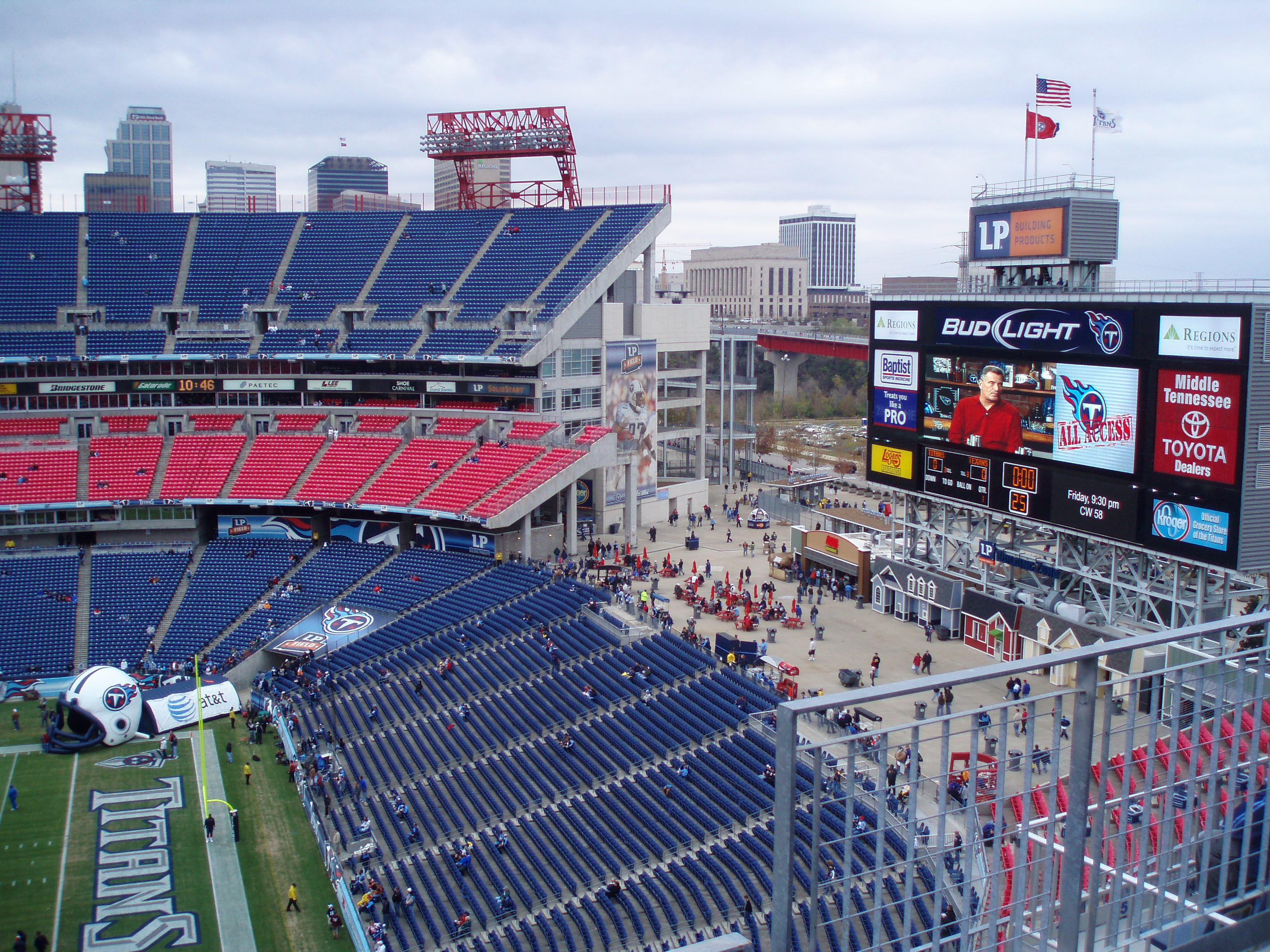
صورة للملعب من الجهة الشمالية و يظهر في خلفية الصورة مركز مدينة ناشفيل.